# فنسی فارم (کنتاکی)
فنسی فارم (به انگلیسی: Fancy Farm) یک منطقهٔ مسکونی در ایالات متحده آمریکا است که در شهرستان گریوس، کنتاکی واقع شده‌است. فنسی فارم ۲٫۳ کیلومتر مربع مساحت و ۴۵۸ نفر جمعیت دارد و ۱۳۱٫۰۷ متر بالاتر از سطح دریا واقع شده‌است.